# 1935 na política

## Eventos
- Março - É restabelecido o serviço militar obrigatório na Alemanha Nazista
- 15 de Setembro - O tribunal de Nuremberg cassa a cidadania alemã aos judeus e proíbe o casamento entre alemãs e judeus.[1]
- 25 de Setembro - Joaquín Chapaprieta y Torregrosa substitui Alejandro Lerroux García como presidente do governo de Espanha.
- 3 de Outubro - A Itália invade a Etiópia.[2]
- 30 de Dezembro - Manuel Portela Valladares substitui Joaquín Chapaprieta Torregrosa como presidente do governo de Espanha.

## Nascimentos
| Data           | Nome                   | Profissão                                                   | Nacionalidade                       | Observações | Ref |
| -------------- | ---------------------- | ----------------------------------------------------------- | ----------------------------------- | ----------- | --- |
| 25 de janeiro  | António Ramalho Eanes  | militar e presidente da República Portuguesa de 1976 a 1986 | Portugal                            |             |     |
| 3 de março     | Jelyu Jelev            | presidente da Bulgária de 1990 a 1997                       | Bulgária                            |             |     |
| 13 de junho    | Samak Sundaravej       | político e primeiro ministro da Tailândia em 2008           | Tailândia                           |             |     |
| 19 de junho    | Rodrigo Borja Cevallos | político e presidente do Equador de 1988 a 1992             | Equador                             |             |     |
| 13 de julho    | Jack Kemp              | político                                                    | Estados Unidos                      |             |     |
| 18 de agosto   | Hifikepunye Pohamba    | presidente da Namíbia desde 2005                            | África do Sul (Namíbia)             |             |     |
| 7 de setembro  | Abdou Diouf            | político e presidente do Senegal de 1981 a 2000             | França (Senegal)                    |             |     |
| 16 de dezembro | Nikos Sampson          | presidente de Chipre em 1974                                | Reino Unido (Chipre)                | m. 2001     |     |
| 30 de dezembro | Omar Bongo             | presidente do Gabão de 1967 a 2009                          | França (África Equatorial Francesa) | m. 2009     |     |

## Mortes
| Data           | Nome                                | Profissão                                     | Nacionalidade | Observações | Ref |
| -------------- | ----------------------------------- | --------------------------------------------- | ------------- | ----------- | --- |
| 17 de julho    | Daniel Salamanca Urey               | presidente da Bolívia de 1931 a 1934          | Bolívia       | n. 1869     |     |
| 29 de julho    | François Légitime                   | presidente do Haiti de 1879 a 1888            | Haiti         | n. 1841     |     |
| 10 de novembro | Francisco Marcelino de Sousa Aguiar | Prefeito do Rio de Janeiro, no Rio de Janeiro | Brasil        | n. 1855     |     |
| ??             | Pío Romero Bosque                   | presidente de El Salvador de 1927 a 1931      | El Salvador   | n. 1860     |     |